# Loin de chez nous (série télévisée)
Pour les articles homonymes, voir Loin de chez nous (homonymie).
Loin de chez nous est une série télévisée française créée, écrite, réalisée, et principalement interprétée par Fred Scotlande diffusée à partir du 19 septembre 2016 sur France 4, puis sur Netflix, Amazon, Salto et Army Story. Elle a été produite par Hervé Bellech et Xavier Matthieu au sein de la société Calt production, Hervé Bellech en est également le producteur exécutif.

## Synopsis
Durant l'été 2012, une journaliste, Julie Tavin, débarque en Afghanistan pour couvrir le retrait des troupes françaises prévue pour la fin de l'année. Un groupe d'hommes, les Chats Noirs, veut retarder de quelques jours le rapatriement. À la tête de ce groupe : le sergent-chef Dostali. L'arrivée de Julie va contrarier les plans des Chats noirs.

## Fiche technique
- Titre : Loin de chez nous
- Création : Fred Scotlande
- Réalisation : Fred Scotlande
- Production : Hervé Bellech et Xavier Matthieu
  - Production exécutive : |Hervé Bellech]
- Société de production : CALT PRODUCTION
- Pays d'origine :  France
- Langues originales : français et plus secondairement anglais et pachto

## Distribution
- Fred Scotlande : sergent-chef Dostali[1]
- Charlie Bruneau : Julie Tavin[2]
- Olivier Charasson : Le « Padre » (l'aumônier)[3],[4]
- Gwendolyn Gourvenec : sergent Gaultier
- Grégory Montel : capitaine Bellech
- Damien Bonnard: « Ben »
- Arthur Defays : « Gueule d'ange »
- Fabrice Scott : « Ghost »
- Sébastien Lalanne : Berchaye

## Production
La série a été créée avec un budget de 2,9 millions d'euros.
Pour des raisons de faisabilité, préserver le tournage en Ile de France, et de rendus à l'image, le producteur Hervé Bellech a organisé la majorité du tournage sur le plateau extérieur des studios de Bry sur Marne. Le sol a été recouvert de sable et des échafaudages entourant le terrain ont été recouverts de tissus bleu. Des pelures ayant été tournés au-préalable ont été intégrés en post-production.
Fred Scotlande ayant servi dans les troupes de marine dans les années 1990, il s'est inspiré de sa propre expérience. Il s'est également appuyé sur Anne Nivat, reporter de guerre qui a été conseillère sur la série.

### Tournage
Outre des paysages filmés en Espagne, la série a été entièrement tournée en France, à Bry-sur-Marne, dans la forêt de Fontainebleau et dans les Alpes.

## Diffusion
La série est diffusée pour la première fois sur France 4 en 2016.
Elle est ensuite disponible sur Netflix à partir du 16 janvier 2017 puis sur Amazon Prime Video à partir de 2018.

## Épisodes
1. Odessa
2. Red Zone
3. Choura
4. Statu quo
5. Birthday
6. Père Noël
7. Révélations
8. Croisade
9. Départ
10. Komorebi